# Hybanthus brevicaulis
Hybanthus brevicaulis är en violväxtart som först beskrevs av Carl Friedrich Philipp von Martius, och fick sitt nu gällande namn av Henri Ernest Baillon. Hybanthus brevicaulis ingår i släktet Hybanthus och familjen violväxter. Inga underarter finns listade i Catalogue of Life.